# كلية الفيصل (أستراليا)
كلية الفيصل مدرسة إسلامية مشتركة ابتدائية وثانوية غير حكومية، تدار بواسطة شركة كلية الفيصل المحدودة، بحرم جامعي في ضاحية أوبورن وحرم جامعي آخر في ضاحية كامبلتاون. الكلية أسست في 1998 بحرم جامعي في ضاحية أوبورن، ووسعت إلى حرم جامعي آخر في ضاحية كامبيلتاون في 2013.

## التاريخ
الحرم الجامعي الأول فتح في 27 أبريل/نيسان 1998 في ضاحية أوبورن. بين عامي (2008) و (2013) تضاعف عدد الطلاب، من (860) طالبا في عام 2008 إلى (1660) طالبا في عام 2013.
في عام 2013 أصبح في حرم كامبيلتاون (440) طالب و(28) موظف تعليم موظّف تجلب العدد الكليّ للتسجيلات إلى 1660.
في يوليو/تموز 2013، إشترت كلية الفيصل أربعة هكتارات ملكية في مينتو حيث خطّطت لفتح حرم جامعي لـ (600-1500) طالب بحلول الـثامن والعشرين من أبريل/نيسان عام 2014

## مناهج الدراسة
تدرس كلية الفيصل طبقا للوحة (إن إس دبليو) للدراسات، التعليم والمعايير التربوية للمناهج الدراسية. الطلاب من روضة الأطفال إلى عمر 12 سنة يدرسون اللغة العربية ويدرسون القرآن ويكملون الدراسات الإسلامية.

## التمويل
زودت رابطة العالم الإسلامي المال للمساعدة في بدء الكلية.